# Race Driver: Create and Race
Race Driver: Create and Race (менее известна как V8 Supercars 3: Create and Race) — гоночный симулятор, созданный компанией Firebrand Games и выпущенный Codemasters 25 сентября 2007 года.

## Режимы игры
Всего их 4:
- Мировое турне — режим, в котором игрок проходит различные серии автогонок по всему миру. Бонусные баллы нужны для того, чтобы покупать такие вещи, как новые чемпионаты, гонки, читы, запчасти в магазине.
- Профессиональное турне — режим, который сложнее Мирового турне, где противники более умны, повреждения более реалистичны и коробка передач теперь механическая.
- Свободный заезд — режим, содержащий одиночные гонки, гонки на время и соревнования.
- Создание треков — новый режим игры, где игроки создают свои трассы и гоняют по ним в режиме Онлайн.

## Оценки
| Сводный рейтинг       | Сводный рейтинг |
| Агрегатор             | Оценка          |
| --------------------- | --------------- |
| GameRankings          | 78,47 %         |
| Metacritic            | 76/100          |
| Иноязычные издания    |                 |
| Издание               | Оценка          |
| 1UP.com               | C+              |
| Eurogamer             | 8/10            |
| GamePro               | 3,75/5          |
| GameSpot              | 7,5/10          |
| GameZone              | 8,4/10          |
| IGN                   | 8,2/10          |
| Nintendo Power        | 7,5/10          |
| Nintendo World Report | 8/10            |
| ONM                   | 83 %            |
| GamesMaster           | 67 %            |

- Cubed3 — 9/10
- Pocket Gamer — 8/10
- HYPER>> magazine — 79/100

На рождество 2007 года игра была в руководстве для покупателей от IGN для DS, которая была одной из десяти игр на главной странице, но единственным из симуляторов автогонок. В TOP-12 игр от Eurogamer на рождество эта игра была включена, которая была одной единственной гоночной игрой в списке.
IGN также признали её игрой года для Nintendo DS.